# Abonyi Ármin
Abonyi Ármin, 1903-ig Adler (Nyitra, 1887. július 5. – ?) magyar tanító.

## Élete
Adler Adolf alkusz és Ungár Rozália fiaként született. 1901 és 1905 között végezte a lévai tanítóképzőt. 1907 és 1914 között vidéken, majd 1914 és 1919 között a székesfővárosban működött, a Magyarországi Tanácsköztársaság alatt a Dohány utcai elemi iskola tanítója volt, a proletárdiktatúra bukása után perbe fogták. Cikkei a Néptanítók Lapjában (1915), a Népnevelők Lapjában (1917) és a Népművelésben (1918), a kommün idején az Új Korszakban jelentek meg.

## Műve
- A fogalmazás tanításának vezérkönyve. Budapest, 1919. (Dénes Sándorral és Vikár Kálmánnal. Ism. Nevelés 36. évf. 3-4. sz.)